# Paul Poulet
Paul Poulet est un mathématicien belge né en 1887 et mort en 1946[réf. nécessaire].

## Vie
Il édita ses travaux à Bruxelles, éditions Stevens : « Parfaits, amiables et extensions » (1918) ainsi que « La chasse aux nombres » (1929) qu'il dit avoir écrit à Lambres, village français du Pas-de-Calais. En 1947, dans un article sur les nombres de Mersenne, le mathématicien américain D. H. Lehmer fait allusion à la publication de deux factorisations dues à Poulet en 1946, année de sa mort.
Poulet exhibera de "grands" nombres parfaits ou amiables, ce qui représente une somme de travail considérable eu égard, à l'époque, à l'absence de calculatrices et d'ordinateurs.

## Contributions
- En 1925, à Grenoble, il participe à la 49e conférence de l'Association française pour l'avancement des sciences :

« SUR LES NOMBRES MULTIPARFAITS : Calcul de 43 multiparfaits nouveaux dont deux octo-parfaits qui sont, à ma connaissance les premiers signalés. Ces deux nombres contiennent 2 à la puissance 62 et ont respectivement 42 et 43 facteurs premiers distincts. »
Conférences : compte-rendu de la 49e session, Grenoble 1925 / Association française pour l'avancement des sciences .
- En 1926, à la 50e conférence, cette fois à Lyon il propose une « TABLE DES NOMBRES COMPOSES INFÉRIEURS A 50.000.000 RÉPONDANT AU THÉORÈME DE FERMAT POUR LE MODULE 2. »

Conférences : compte-rendu de la 50e session, Lyon 1926 / Association française pour l'avancement des sciences
C'est la raison pour laquelle ces nombres sont nommés nombres de Poulet.